# 水羚
水羚（學名：Kobus ellipsiprymnus），又称非洲大羚羊，是一種生活在西非、中非、東非及南非的羚羊。
水羚肩高190-210厘米及體重160-240公斤。牠們的毛皮是褐紅色及隨著年紀而轉暗。在氣管附近有白色的圍兜，及在尾巴處有白色的圍圈。只有雄性有角，角呈螺旋型並向後彎。
水羚會在灌木林及大草原近水的地方吃草。雖然牠們的名字與水有關，但牠們並不喜歡進入水中。水羚是白天活動的動物。2-600頭雌性水羚會聚集成群。雄性會在自己年青時保護自己約300英畝的領域。但在十歲前會開始失去牠們的領域。
水羚的身體有著難聞的味道。一般獅子都不會獵殺牠們，除非在非常饑餓的情況下才會獵殺牠們。

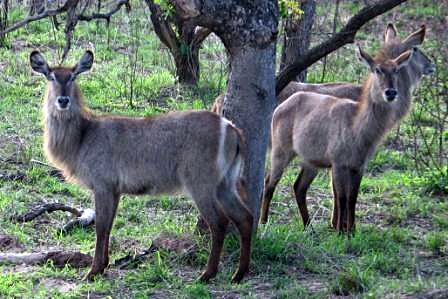
雌性水羚

1. ↑  IUCN SSC Antelope Specialist Group. . The IUCN Red List of Threatened Species 2008.   [2011-06-15]. Database entry includes justification for why this species is listed as Least concern.